# Адам Ліст
Адам Ліст (угор. Liszt Ádám; 16 грудня 1776 — 28 серпня 1827) — угорський чиновник, музикант і батько композитора й піаніста Ференца Ліста. Народився в селі Немешвельдь (Королівство Угорщини, зараз Едельсталь, Австрія), як друга дитина подружжя Юрая (Дьордя) Ліста і Барбари Шлєжак.

## Життєпис
Юнаком Адам грав на фортепіано й віолончелі в літньому оркестрі Естергазі під проводом Йозефа Гайдна. Після відвідин католицької гімназії в Братиславі Адам, за бажанням своєї матері, у вересні 1795 р. вступив у монастир Францисканського чину. Через свою непостійну й мінливу натуру він 1797 р. полишив монастир і записався в Братиславський університет студентом філософії. Оскільки йому бракувало коштів, він перервав навчання і 1798 р. почав служити у князя Естергазі.

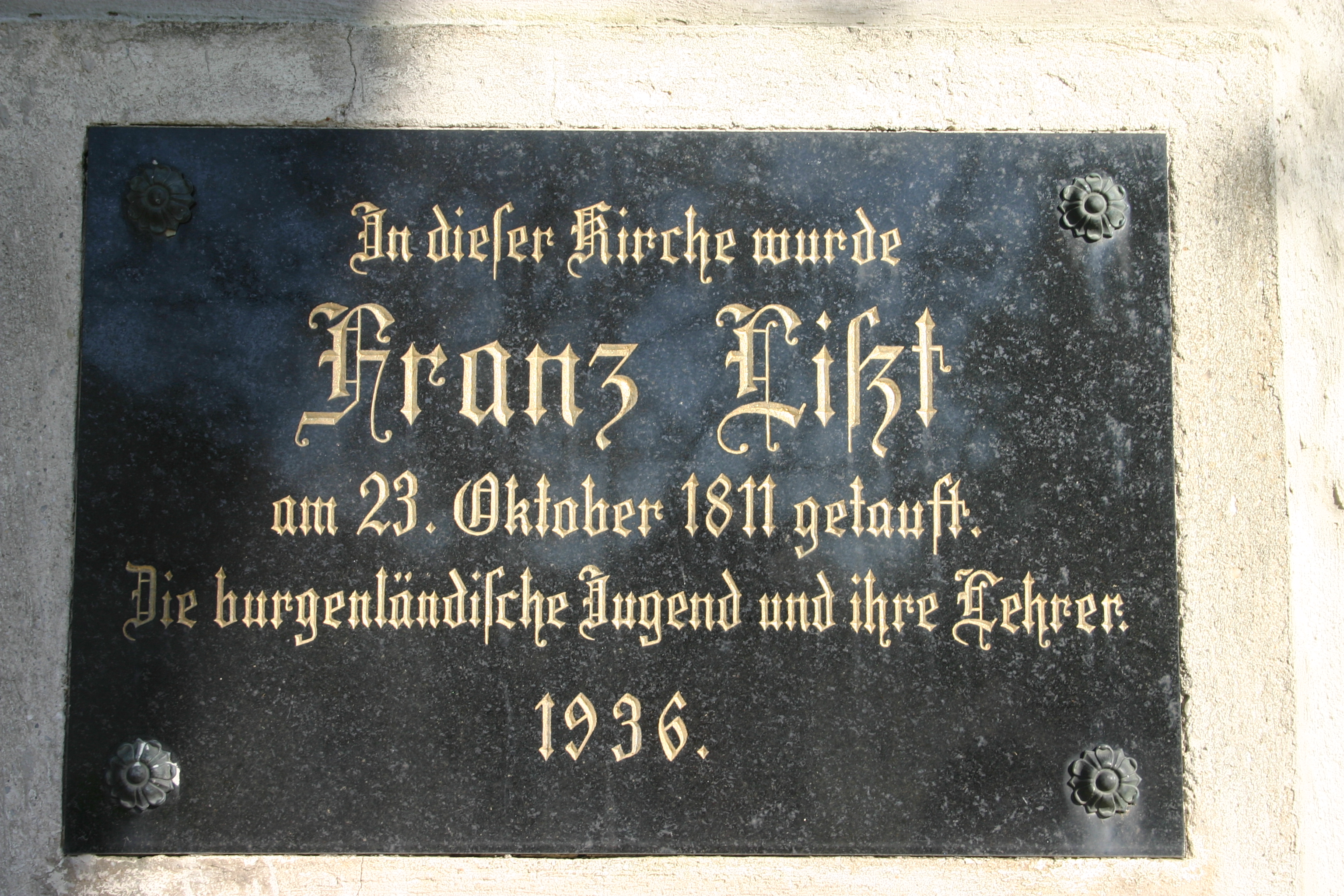
Меморіальна дошка Ференцу Лісту біля церкви в селі Унтерфрауенгайд, в якій хрестили й Адама Ліста

Адам Ліст попросив перевести його в Айзенштадт, пояснивши в своєму проханні, що він готовий: щодо музики — грати на органі, скрипці, а за необхідності й на віолончелі, у церковному хорі співати басом, а в оркестрі бити в литаври. Його музичні здібності міг би засвідчити пан фон Гайдн. 1805 р. Адама Ліста перевели в Айзенштадт, де його задіяли в судочинстві. Інколи він також грав другим віолончелістом в оркестрі, яким у той час керував Йоганн Непомук Гуммель. Він грав також під керівництвом Керубіні й Бетовена, під чиїм керівництвом 13 вересня 1807 р. оркестр виконав Месу до-мажор.
Коли восени 1808 р. з'явилася вакантна посада бухгалтера вівчарні в селі Райдинг, Адама Ліста на його власний запит перевели туди і він став відповідати за отару розміром 50 000 овець. 1810 р. він познайомився з Анною Ляґер, з якою він одружився 11 січня 1811 р. в селі Унтерфрауенгайд. 22 жовтня 1811 р. у Райдинзі (що тоді належав до Королівства Угорщини, а з 1922 р., у складі землі Бурґенланд, належить до Австрії), народився його син Франц (Ференц) (єдина дитина подружжя).
У своєму домі в Райдинзі Адам Ліст часто влаштовував камерні концерти і рано розпізнав музичний талант свого сина та дав йому перші уроки музики. У жовтні 1820 р. його 9-річний син вперше виступив прилюдно, виконавши фортепіанний концерт Фердинанда Ріса Мі-бемоль-мажор та власну імпровізацію.

## Вихователь Ференца Ліста
Дедалі більше розпізнаючи надзвичайний талант свого сина, Адам Ліст відтепер докладав усіх зусиль, щоб його «сформувати» і став — схоже як і Леопольд Моцарт — вимогливим вихователем музики. Він потурбувався про освіту свого сина у Відні, а після цього, 1823 р. з дружиною й сином перебрався в Париж. Незабаром Франц Ліст як «petit Litz» здобув славу і його стали порівнювати з феноменом Моцарта. У 1824—1827 рр. Адам Ліст зі своїм «вундеркіндом» неодноразово об'їздив Англію, де Франц м.і. дав концерти у Віндзорському замку, і де його із захопленням вітали як «маестро Ліста». Разом вони об'їздили й французьку провінцію та Швейцарію. Під час однієї з концертних подорожей в Англії Адам Ліст захворів і (разом зі своїм сином) поїхав на відпочинок у Булонь-сюр-Мер. Там Адам Ліст упокоївся, коли Францу ледь виповнилося 15 років.